# Fermelã
Fermelã é uma localidade portuguesa do Município de Estarreja que foi sede da extinta Freguesia de Fermelã, freguesia que tinha 12,35 km² de área e 1 332 habitantes (2011), e, portanto, uma densidade populacional de 107,9 hab/km².
A Freguesia de Fermelã foi extinta em 2013, no âmbito de uma reforma administrativa nacional, para, em conjunto com a Freguesia de Canelas, formar uma nova freguesia denominada União das Freguesias de Canelas e Fermelã com a sede em Canelas.
Fermelã fez parte do antigo concelho de Pinheiro da Bemposta até 1839, altura em que passou a integrar o também extinto, em 1855, concelho de Angeja. A partir daí integrou o concelho (atual município) de Estarreja.

## População
| População da freguesia de Fermelã (1864 – 2011) | População da freguesia de Fermelã (1864 – 2011) | População da freguesia de Fermelã (1864 – 2011) | População da freguesia de Fermelã (1864 – 2011) | População da freguesia de Fermelã (1864 – 2011) | População da freguesia de Fermelã (1864 – 2011) | População da freguesia de Fermelã (1864 – 2011) | População da freguesia de Fermelã (1864 – 2011) | População da freguesia de Fermelã (1864 – 2011) | População da freguesia de Fermelã (1864 – 2011) | População da freguesia de Fermelã (1864 – 2011) | População da freguesia de Fermelã (1864 – 2011) | População da freguesia de Fermelã (1864 – 2011) | População da freguesia de Fermelã (1864 – 2011) | População da freguesia de Fermelã (1864 – 2011) |
| ----------------------------------------------- | ----------------------------------------------- | ----------------------------------------------- | ----------------------------------------------- | ----------------------------------------------- | ----------------------------------------------- | ----------------------------------------------- | ----------------------------------------------- | ----------------------------------------------- | ----------------------------------------------- | ----------------------------------------------- | ----------------------------------------------- | ----------------------------------------------- | ----------------------------------------------- | ----------------------------------------------- |
| 1864                                            | 1878                                            | 1890                                            | 1900                                            | 1911                                            | 1920                                            | 1930                                            | 1940                                            | 1950                                            | 1960                                            | 1970                                            | 1981                                            | 1991                                            | 2001                                            | 2011                                            |
| 1.709                                           | 1.626                                           | 1.470                                           | 1.489                                           | 1.444                                           | 1.415                                           | 1.432                                           | 1.331                                           | 1.304                                           | 1.359                                           | 1.300                                           | 1.535                                           | 1.580                                           | 1.482                                           | 1.332                                           |

## Património
- Igreja de São Miguel (matriz)
- Capelas de São João, de São Bartolomeu e da Senhora dos Prazeres
- Capelas-oratórios de Santo António, no lugar de Arieiro
- Casa da Barroca com capela
- Portão da quinta dos viscondes de Valdemouro
- Núcleo de moinhos de água